# Butterfly City feat. RYO the SKYWALKER, Mummy-D & DOUBLE
「Butterfly City feat. RYO the SKYWALKER, Mummy-D & DOUBLE」（バタフライ・シティ・フィーチャリング・リョー・ザ・スカイウォーカー、マミーディー、アンドダブル）は、Zeebraの楽曲で、15枚目のシングル。2010年3月17日にアリオラジャパンから発売された。アリオラジャパン移籍後第1弾となるシングルで、13枚目のシングル「Bushido」から約2年ぶりのリリース。RYO the SKYWALKER、Mummy-D（RHYMESTER）、DOUBLEが参加している。

## 収録曲
1. Butterfly City feat. RYO the SKYWALKER, Mummy-D & DOUBLE
作詞：Zeebra/DOUBLE/R.Yamagichi/Mummy-D、作曲:Zeebra/DOUBLE/R.Yamaguchi/DJ HASEBE/Mummy-D
  - PlayStation 3用ゲームソフト『龍が如く4 伝説を継ぐもの』CMソング
2. Butterfly City feat. RYO the SKYWALKER, Mummy-D (game ver.)
3. Butterfly City feat. RYO the SKYWALKER, Mummy-D & DOUBLE (DEXPISTOLS Remix)
  - DEXPISTOLSによるリミックス。
4. Take Over (All Guns Up)
作詞・作曲：Zeebra/RYU-JA
5. Street Dreams (GUNHEAD Remix)
作詞：Zeebra、作曲：DJ CELORY
  - GUNHEADによる、9作目のシングル曲「Street Dreams」のリミックス。